# قناة كربلاء
قناة كربلاء الفضائية هي القناة الرسمية للعتبة الحسينية (مرقد الإمام الحسين في مدينة كربلاء العراقية). تأسست القناة عام 2008 في مدينة كربلاء العراقية بدعم كبير من ديوان الأوقاف الشيعية وتوجيهات مستمرة من المرجعية الدينية العليا برئاسة علي السيستاني، وهي مؤسسة إعلامية متعددة المنصات تنتج محتوى للتلفزيون أو الأجهزة المحمولة أو عبر الإنترنت. تمتلك القناة أكثر من 50 صحفي حول العالم.
بدأ البث التجريبي للقناة في 22 أغسطس 2009.